# Échenoz-le-Sec
Échenoz-le-Sec, prononcé [eʃno'lə'sɛk], est une commune française située dans le département de la Haute-Saône, la région culturelle et historique de Franche-Comté et la région administrative Bourgogne-Franche-Comté. Le village de Échenoz-le-Sec appartient à l'arrondissement de Vesoul et au canton de Rioz. Le code postal du village de Échenoz-le-Sec est 70000 et son code Insee est 70208.

## Géographie
L'altitude de la mairie est de 320 mètres environ. Les altitudes minimum et maximum sont respectivement de 305 et 469 m.
La superficie du village est de 15,47 km2 soit 1 547 hectares. La latitude d'Échenoz-le-Sec est de 47,54 degrés nord et sa longitude est de 6,121 degrés est.
Les coordonnées géographiques de la commune en Degré Minute Seconde calculées dans le système géodésique WGS84 sont 47° 32' 26 de latitude nord et 06° 07' 19 de longitude est. Les coordonnées géographiques d'Échenoz-le-Sec en Lambert 93 du chef-lieu en hectomètres sont: X = 9 348 hectomètres Y = 67 202 hectomètres.
La commune est traversée par la N 57E 23.

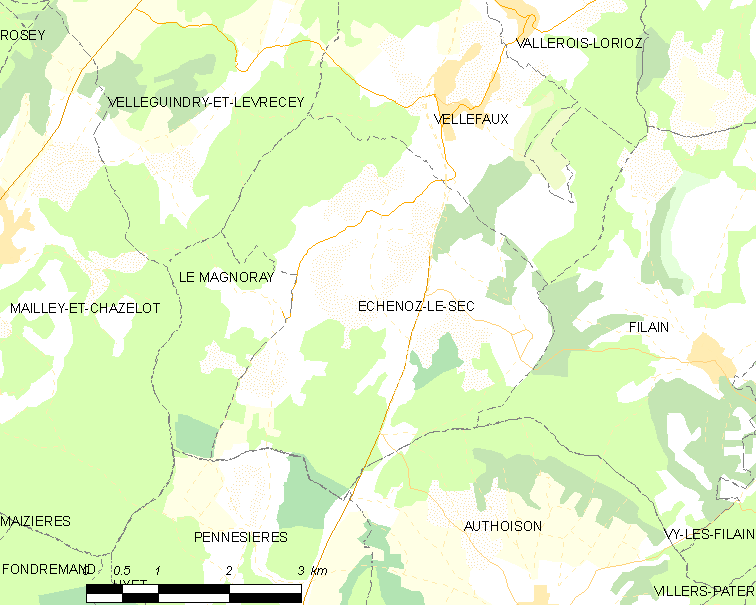
Situation d'Échenoz-le-Sec.

### Hameaux et écarts
Le hameau des "Gambes" se situe à ≈4 km d'Échenoz-le-Sec, à proximité de la D25.

### Climat
Pour des articles plus généraux, voir Climat de la Bourgogne-Franche-Comté et Climat de la Haute-Saône.
En 2010, le climat de la commune est de type climat de montagne, selon une étude du Centre national de la recherche scientifique s'appuyant sur une série de données couvrant la période 1971-2000. En 2020, Météo-France publie une typologie des climats de la France métropolitaine dans laquelle la commune est exposée à un climat semi-continental et est dans la région climatique  Lorraine, plateau de Langres, Morvan, caractérisée par un hiver rude (1,5 °C), des vents modérés et des brouillards fréquents en automne et hiver. 
Pour la période 1971-2000, la température annuelle moyenne est de 9,9 °C, avec une amplitude thermique annuelle de 17,1 °C. Le cumul annuel moyen de précipitations est de 1 081 mm, avec 13 jours de précipitations en janvier et 10 jours en juillet. Pour la période 1991-2020, la température moyenne annuelle observée sur la station météorologique de Météo-France la plus proche, « Frotey_sapc », sur la commune de Frotey-lès-Vesoul à 10 km à vol d'oiseau, est de 11,2 °C et le cumul annuel moyen de précipitations est de 914,2 mm. 
La température maximale relevée sur cette station est de 38,5 °C, atteinte le 25 juillet 2019 ; la température minimale est de −14,9 °C, atteinte le 20 décembre 2009,,. 
Les paramètres climatiques de la commune ont été estimés pour le milieu du siècle (2041-2070) selon différents scénarios d'émission de gaz à effet de serre à partir des nouvelles projections climatiques de référence DRIAS-2020. Ils sont consultables sur un site dédié publié par Météo-France en novembre 2022.

## Urbanisme

### Typologie
Au 1er janvier 2024, Échenoz-le-Sec est catégorisée commune rurale à habitat dispersé, selon la nouvelle grille communale de densité à sept niveaux définie par l'Insee en 2022.
Elle est située hors unité urbaine. Par ailleurs la commune fait partie de l'aire d'attraction de Besançon, dont elle est une commune de la couronne,. Cette aire, qui regroupe 310 communes, est catégorisée dans les aires de 200 000 à moins de 700 000 habitants,.

### Occupation des sols
L'occupation des sols de la commune, telle qu'elle ressort de la base de données européenne d’occupation biophysique des sols Corine Land Cover (CLC), est marquée par l'importance des territoires agricoles (56,2 % en 2018), une proportion identique à celle de 1990 (56,2 %). La répartition détaillée en 2018 est la suivante : 
zones agricoles hétérogènes (44 %), forêts (43,8 %), prairies (10,5 %), terres arables (1,7 %). L'évolution de l’occupation des sols de la commune et de ses infrastructures peut être observée sur les différentes représentations cartographiques du territoire : la carte de Cassini (XVIIIe siècle), la carte d'état-major (1820-1866) et les cartes ou photos aériennes de l'IGN pour la période actuelle (1950 à aujourd'hui).

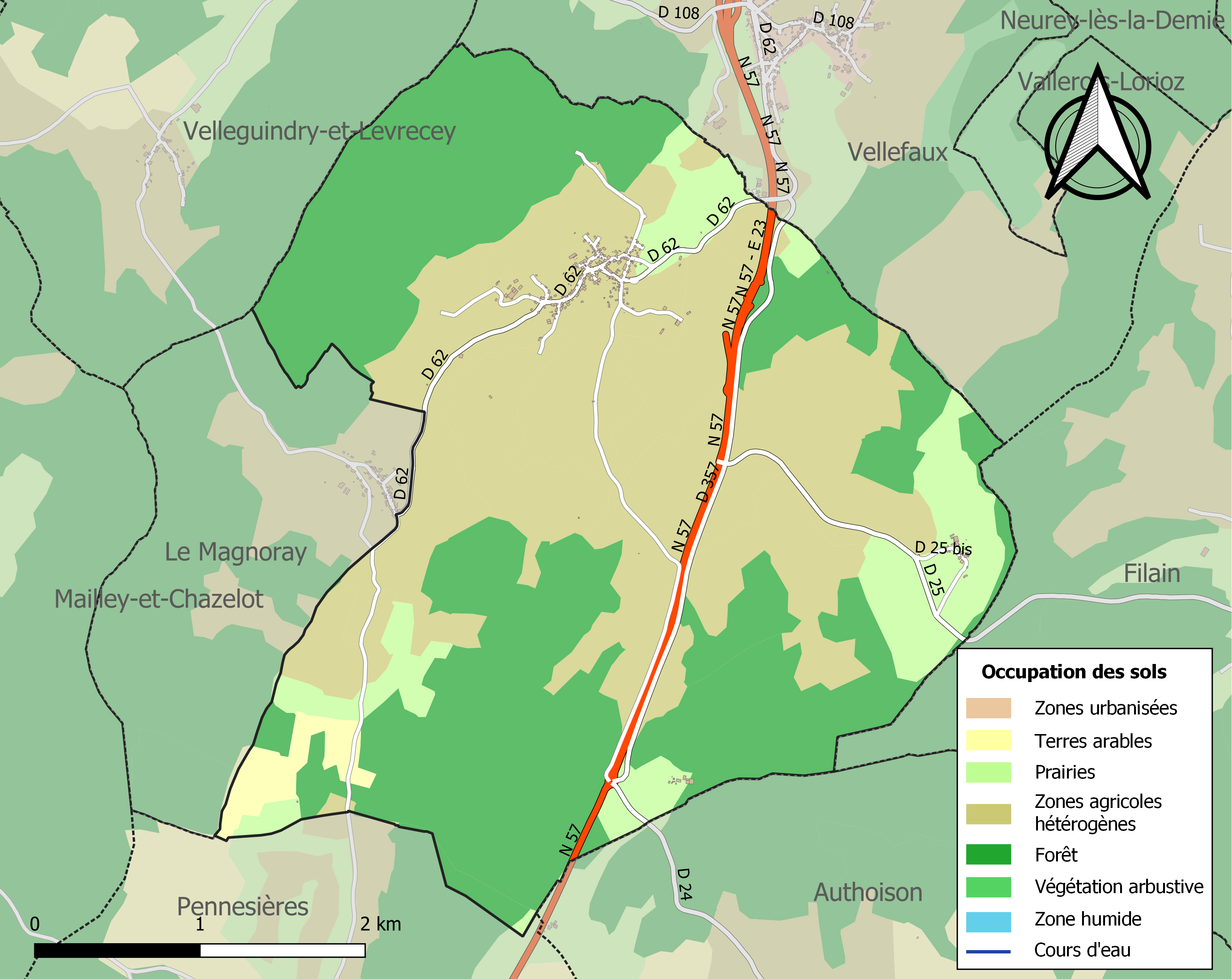
Carte des infrastructures et de l'occupation des sols de la commune en 2018 (CLC).

## Histoire

### Préhistoire
Le site d'Échenoz-le-Sec était sans doute déjà occupé pendant la préhistoire : un dolmen, dit de la « Grosse Pierre », existe toujours dans la commune. Cette tombe néolithique datant de 3000 ans avant notre ère est classée Monument Historique.

### Temps modernes
Au XVIIe siècle, un bourgeois s'installe dans la commune et y fait construire une belle maison (en contrebas du cimetière actuel). La bâtisse fut détruite pendant la guerre de 1870 et ses éléments ont été utilisés pour d'autres constructions de maisons dans le village. Ce fief aurait appartenu à des membres de la famille Ebaudy-de-la-Rochetaillée, riche noblesse de Champagne possédant plusieurs domaines en Haute-Saône.
Dans la seconde moitié du XIXe siècle, la commune décide de construire une mairie-lavoir, rue du château (à proximité du carrefour des rues Agelenne, du Magnoray et du Château). Le projet de mairie fut abandonné à la suite de plusieurs constats de malfaçons sur les maçonneries. À partir de 2014, la commune mit en œuvre un programme de restauration de cet édifice dont la structure (notamment les fermes de charpente et les pierres de taille de la façade) étaient déchaussées.

## Toponymie
Le nom d' "Echenoz-le-Sec" vient du germain esche, le chêne, et de node, vallon encaissé[réf. nécessaire].
À l'origine du toponyme syntagmatique "le-Sec", nous pouvons déduire que Echenoz-le-Sec était un site marécageux, il a donc fallu assécher les marais pour pouvoir y construire le château; d'où le terme de "le sec". N'en reste plus qu'un petit ruisseau qui traverse le village d'est en ouest.

## Politique et administration

### Rattachements administratifs et électoraux
La commune fait partie de l'arrondissement de Vesoul du département de la Haute-Saône,  en région Bourgogne-Franche-Comté. Pour l'élection des députés, elle dépend de la deuxième circonscription de la Haute-Saône.
Échenoz-le-Sec faisait partie depuis 1801 du canton de Montbozon. Dans le cadre du redécoupage cantonal de 2014 en France, la commune est rattachée au canton de Rioz.

### Intercommunalité
Échenoz-le-Sec était membre de la Communauté de communes du Chanois, créée le 29 décembre 2000.
Dans le cadre de la mise en œuvre du schéma départemental de coopération intercommunale approuvé en décembre 2011 par le préfet de Haute-Saône, et qui prévoit notamment la fusion la fusion des communautés de communes du Pays de Montbozon et du Chanois, afin de former une nouvelle structure regroupant 27 communes et environ 6 500 habitants, la commune est membre depuis le 1er janvier 2014 de la communauté de communes du Pays de Montbozon et du Chanois.

### Liste des maires

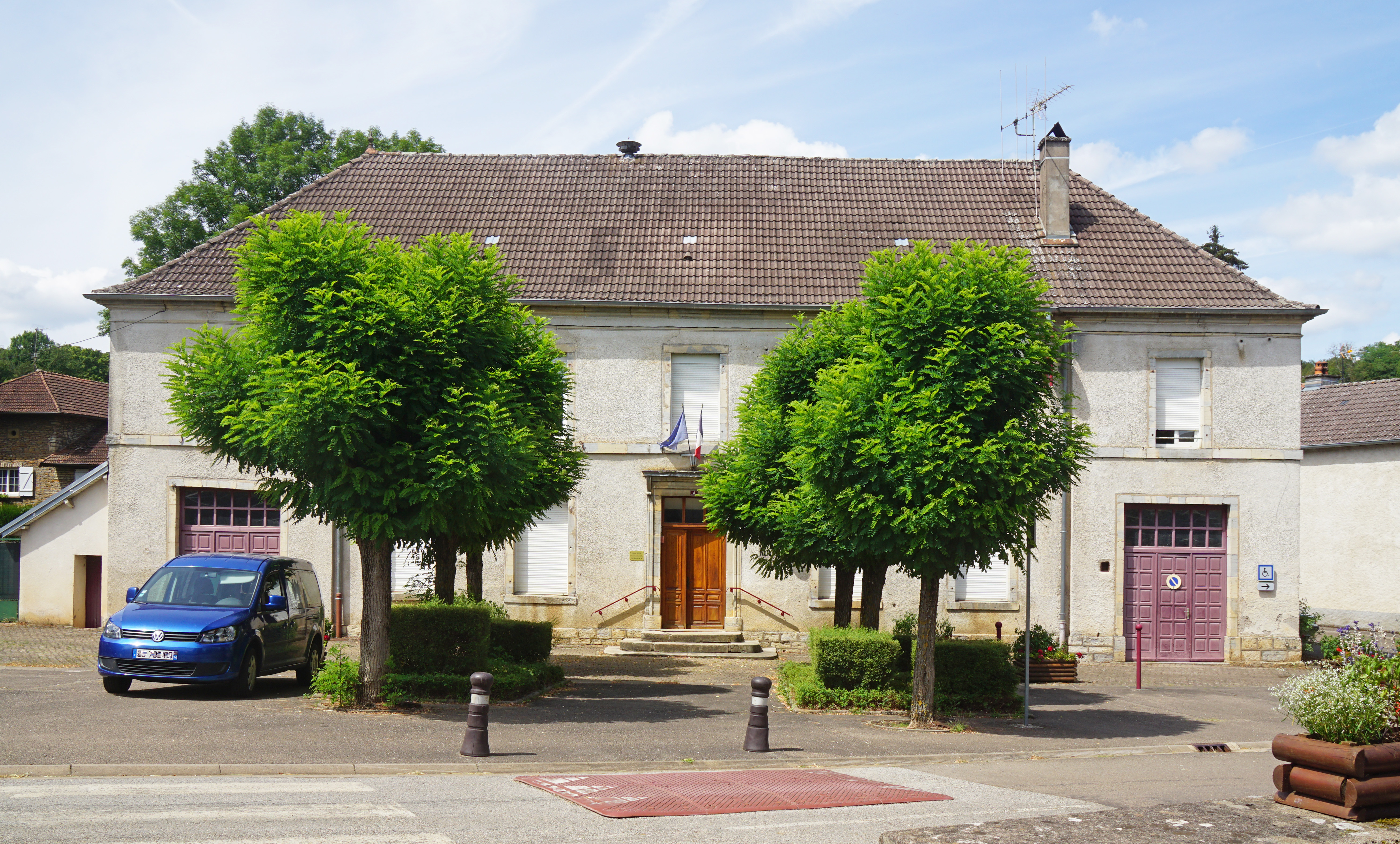
La mairie.

| Période                                  | Période                       | Identité      | Étiquette | Qualité |
| ---------------------------------------- | ----------------------------- | ------------- | --------- | --- |
| Les données manquantes sont à compléter. |                               |               |           | |
| avant 1981                               |                               | Louis Borey   |           | |
| Les données manquantes sont à compléter. |                               |               |           | |
| mars 2008                                | En cours (au 15 juillet 2020) | Denis Pageaux | DVG       | Chef d'entreprise Président de la CC du Chanois (juillet 2013 → décembre 2013) Vice-président de la CC du Pays de Montbozon et du Chanois (2014 → ) Réélu pour le mandat 2020-2026, |

## Population et société

### Démographie
Evolution démographique
L'évolution du nombre d'habitants est connue à travers les recensements de la population effectués dans la commune depuis 1793. Pour les communes de moins de 10 000 habitants, une enquête de recensement portant sur toute la population est réalisée tous les cinq ans, les populations de référence des années intermédiaires étant quant à elles estimées par interpolation ou extrapolation. Pour la commune, le premier recensement exhaustif entrant dans le cadre du nouveau dispositif a été réalisé en 2004.

En 2022, la commune comptait 284 habitants, en évolution de −5,65 % par rapport à 2016 (Haute-Saône : −1,4 %, France hors Mayotte : +2,11 %).
| 1793 | 1800 | 1806 | 1821 | 1831 | 1836 | 1841 | 1846 | 1851 |
| ---- | ---- | ---- | ---- | ---- | ---- | ---- | ---- | ---- |
| 462  | 384  | 423  | 473  | 454  | 509  | 505  | 456  | 466  |

| 1856 | 1861 | 1866 | 1872 | 1876 | 1881 | 1886 | 1891 | 1896 |
| ---- | ---- | ---- | ---- | ---- | ---- | ---- | ---- | ---- |
| 477  | 448  | 422  | 389  | 397  | 382  | 345  | 344  | 320  |

| 1901 | 1906 | 1911 | 1921 | 1926 | 1931 | 1936 | 1946 | 1954 |
| ---- | ---- | ---- | ---- | ---- | ---- | ---- | ---- | ---- |
| 303  | 297  | 300  | 254  | 238  | 208  | 202  | 217  | 194  |

| 1962 | 1968 | 1975 | 1982 | 1990 | 1999 | 2004 | 2006 | 2009 |
| ---- | ---- | ---- | ---- | ---- | ---- | ---- | ---- | ---- |
| 144  | 159  | 166  | 255  | 263  | 282  | 305  | 316  | 316  |

| 2014 | 2019 | 2022 | - | - | - | - | - | - |
| ---- | ---- | ---- | - | - | - | - | - | - |
| 307  | 292  | 284  | - | - | - | - | - | - |

#### Classement démographique
source: annuaire mairie
| Classement               | Habitants | Superficie | Densité |
| ------------------------ | --------- | ---------- | ------- |
| France                   | 22 174e   | 11 842e    | 26 533e |
| Bourgogne-Franche-Comté  | 711e      | 210e       | 1 237e  |
| Haute-Saône              | 179e      | 72e        | 336e    |
| Arrondissement de Vesoul | 100e      | 47e        | 191e    |
| Canton de Rioz           | 17e       | 7e         | 39e     |

Répartition de la population par sexe
Le nombre d'hommes habitant en 2010 est de 50,0 % d'hommes pour 50,0 % de femmes. Sources: annuaire mairie[réf. nécessaire].
Naissances et décès
- Évolution annuelle
  - 1999 : 4 naissances et 0 décès
  - 2000 : 4 naissances et 4 décès
  - 2001 : 1 naissances et 0 décès
  - 2002 : 2 naissances et 3 décès
  - 2003 : 4 naissances et 2 décès
  - 2004 : 6 naissances et 0 décès
  - 2005 : 5 naissances et 1 décès
  - 2006 : 3 naissances et 3 décès
  - 2007 : 3 naissances et 3 décès
  - 2008 : 4 naissances et 0 décès
- Évolutions entre deux recensements
  - Entre 1968 et 1975 : 19 naissances et 18 décès.
  - Entre 1975 et 1982 : 16 naissances et 19 décès.
  - Entre 1982 et 1990 : 16 naissances et 24 décès.
  - Entre 1990 et 1999 : 21 naissances et 19 décès.
  - Entre 1999 et 2007 : 29 naissances et 13 décès.

Logements
Lors du recensement de 2007, la commune comptait 130 maisons et 16 appartements
- Évolution du nombre de logements
  - Recensement de 1968 : 79
  - Recensement de 1975 : 76
  - Recensement de 1982 : 98
  - Recensement de 1990 : 101
  - Recensement de 1999 : 115
  - Recensement de 2007 : 146
- Nombre d'habitants moyen par logement
  - Recensement de 1968 : 2,01 habitants par logement
  - Recensement de 1975 : 2,18 habitants par logement
  - Recensement de 1982 : 2,60 habitants par logement
  - Recensement de 1990 : 2,60 habitants par logement
  - Recensement de 1999 : 2,45 habitants par logement
  - Recensement de 2007 : 2,16 habitants par logement
- Répartition du nombre de résidences principales de la commune par nombre de pièces en 2007 :
  - Nombre de résidences principales d'une pièce : 0
  - Nombre de résidences principales de deux pièces : 4
  - Nombre de résidences principales de trois pièces : 12
  - Nombre de résidences principales de  quatre pièces : 12
  - Nombre de résidences principales de cinq pièces et plus : 74
- Date d'emménagement des ménages  dans leur logement  (données 2007)
  - Nombre de ménages  ayant emménagé depuis moins de 2 ans : 12
  - Nombre de ménages  ayant emménagé depuis 2 à 4 ans : 15
  - Nombre de ménages  ayant emménagé depuis 5 à 9 ans : 29
  - Nombre de ménages  ayant emménagé depuis 10 ans ou plus : 70
- Forme d'habitation des résidences principales de Échenoz-le-Sec en 2007
  - Nombre de résidences principales occupées par des propriétaires : 96
  - Nombre de résidences principales  occupées par des locataires : 26
  - Nombre de résidences principales  occupées gratuitement : 4

### Densité
La densité de population d'Échenoz-le-Sec est de 20,7 hab/km².

### Équipements municipaux
Le village comprend une salle polyvalente, un stade ainsi qu'un terrain de pétanque et d'une aire de jeu pour les enfants de moins de 6 ans.[réf. nécessaire]

### Santé
L'hôpital le plus proche est le centre hospitalier de Vesoul.

## Économie
| Taxe d'habitation                           | 5.07 %  |
| Taxe foncière sur les propriétés bâties     | 8.42 %  |
| Taxe foncière sur les propriétés non bâties | 24.37 % |

## Culture locale et patrimoine

### Lieux et monuments
- La Grosse Pierre[26] (dolmen), classée monument historique.
- L'église de Saint Luc du XVIIIe siècle, abritant un cathèdre (ou siège) du XVIIe siècle ainsi qu'un retable du XVIIIe siècle.
- Ruines d'un château féodal, situées en contrebas du cimetière,
- Une jolie maison du XVIIe siècle.
- Un sentier de randonnée pédestre a été aménagé à Échenoz-le-Sec par le Pays des Sept Rivières.
- Deux lavoirs et une fontaine.

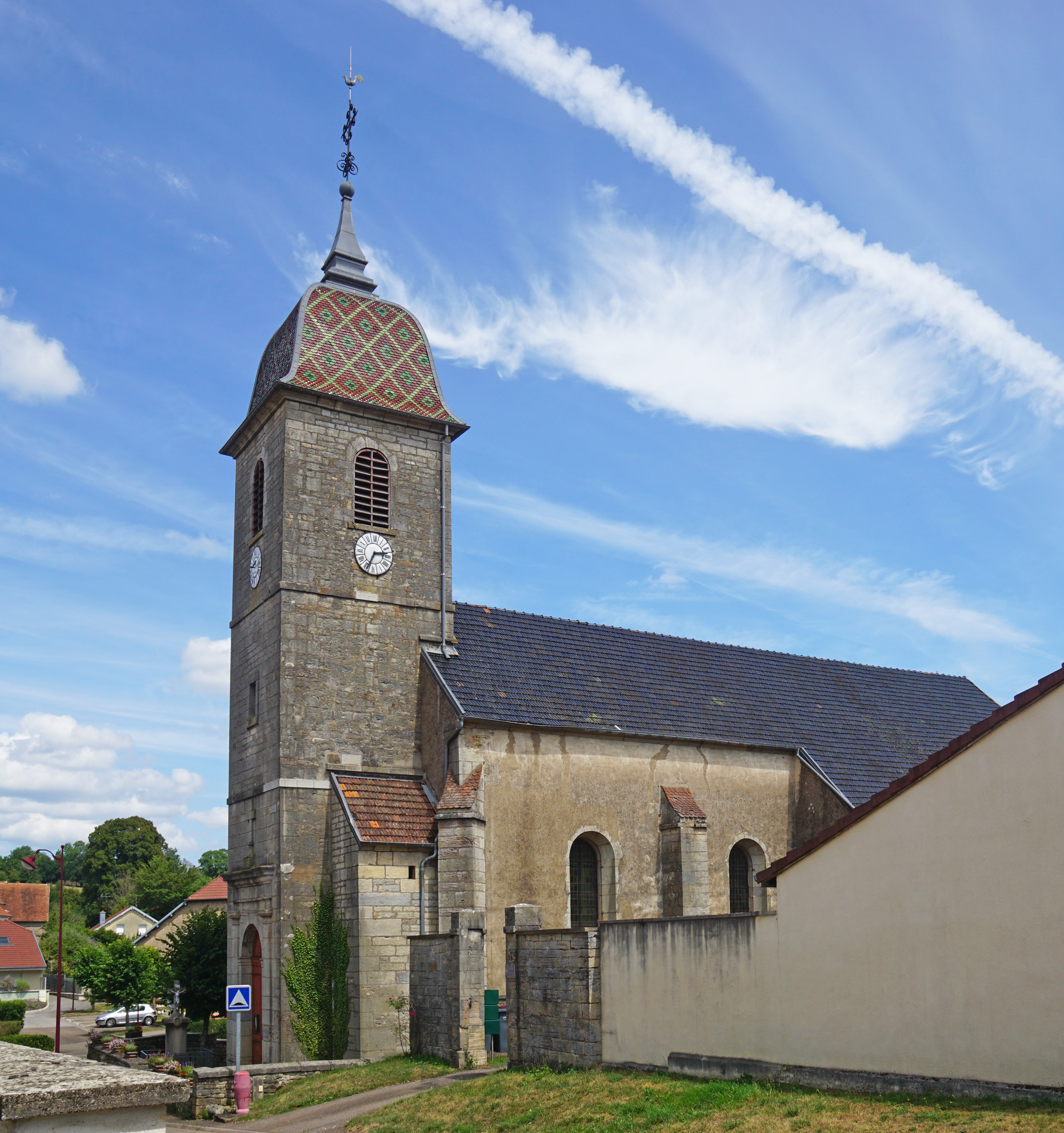
L'église.
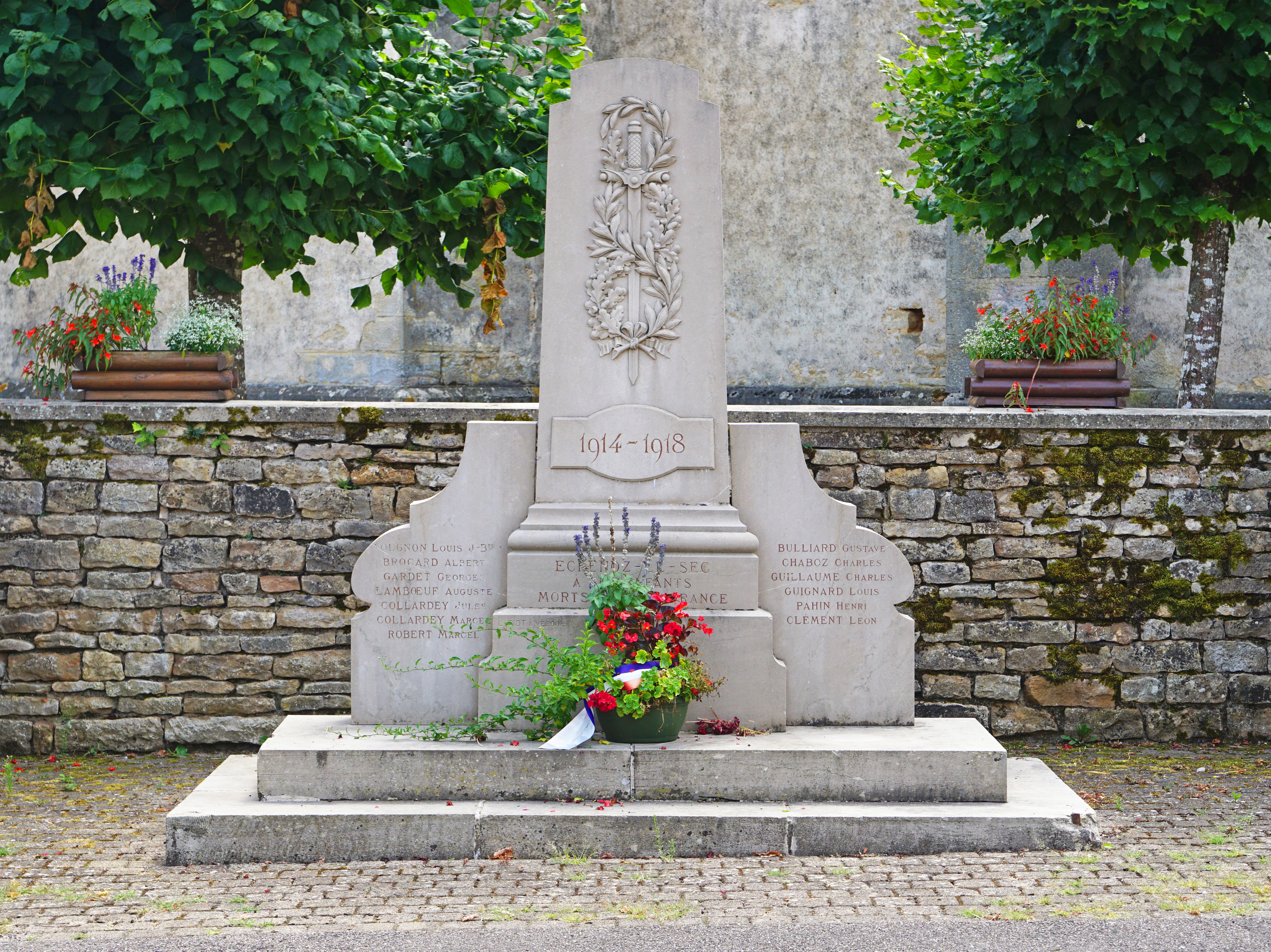
Le monument aux morts.
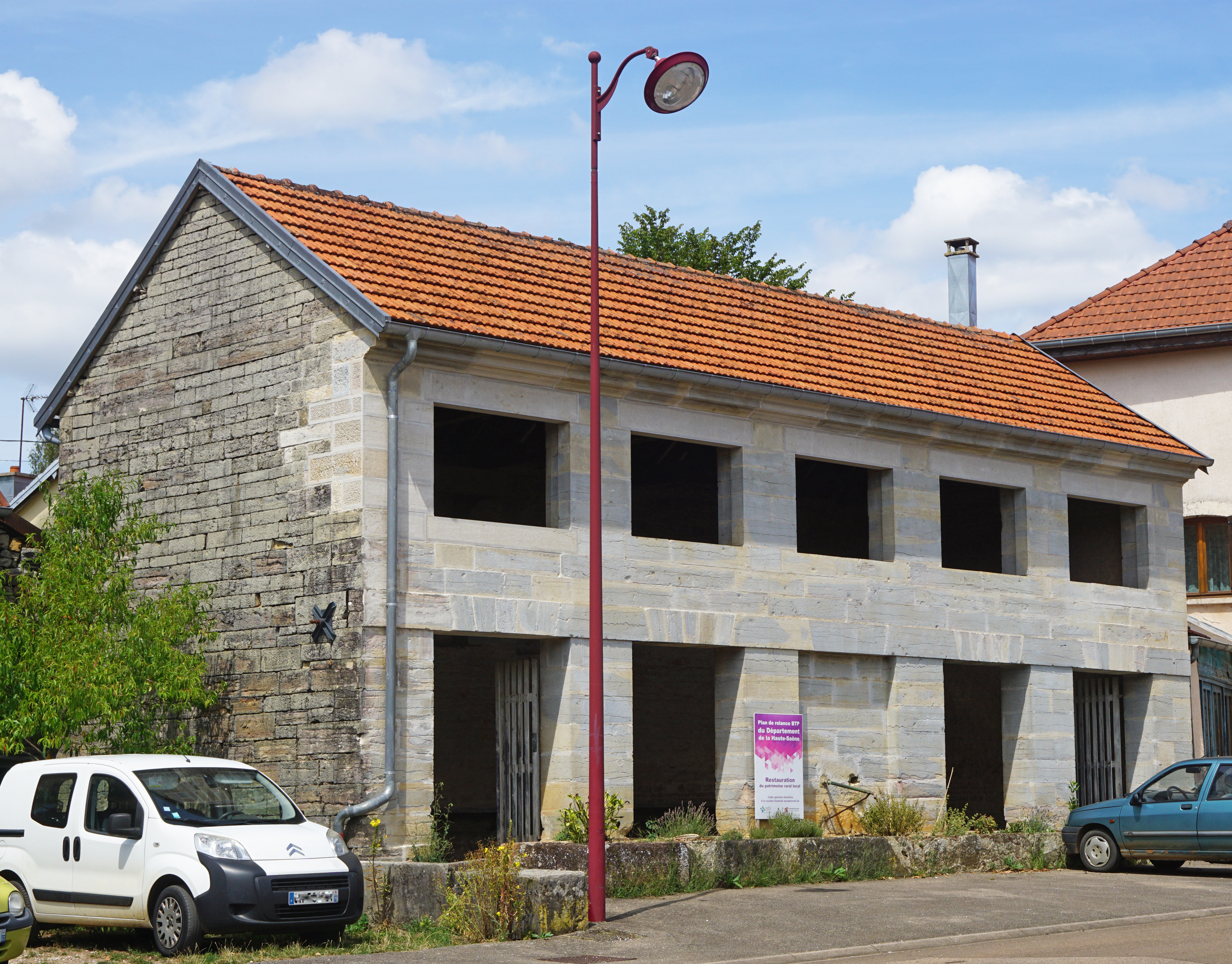
Le lavoir.
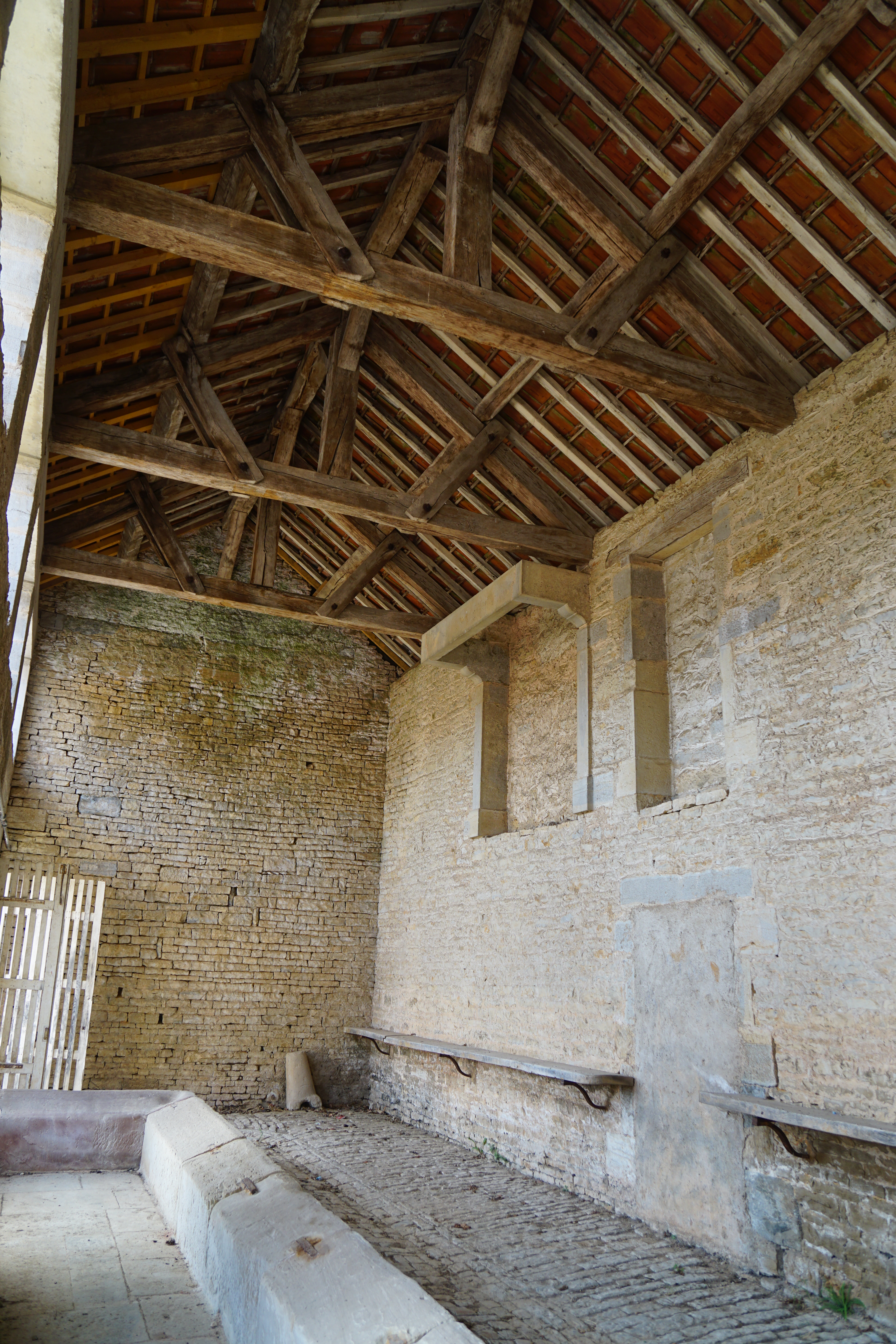
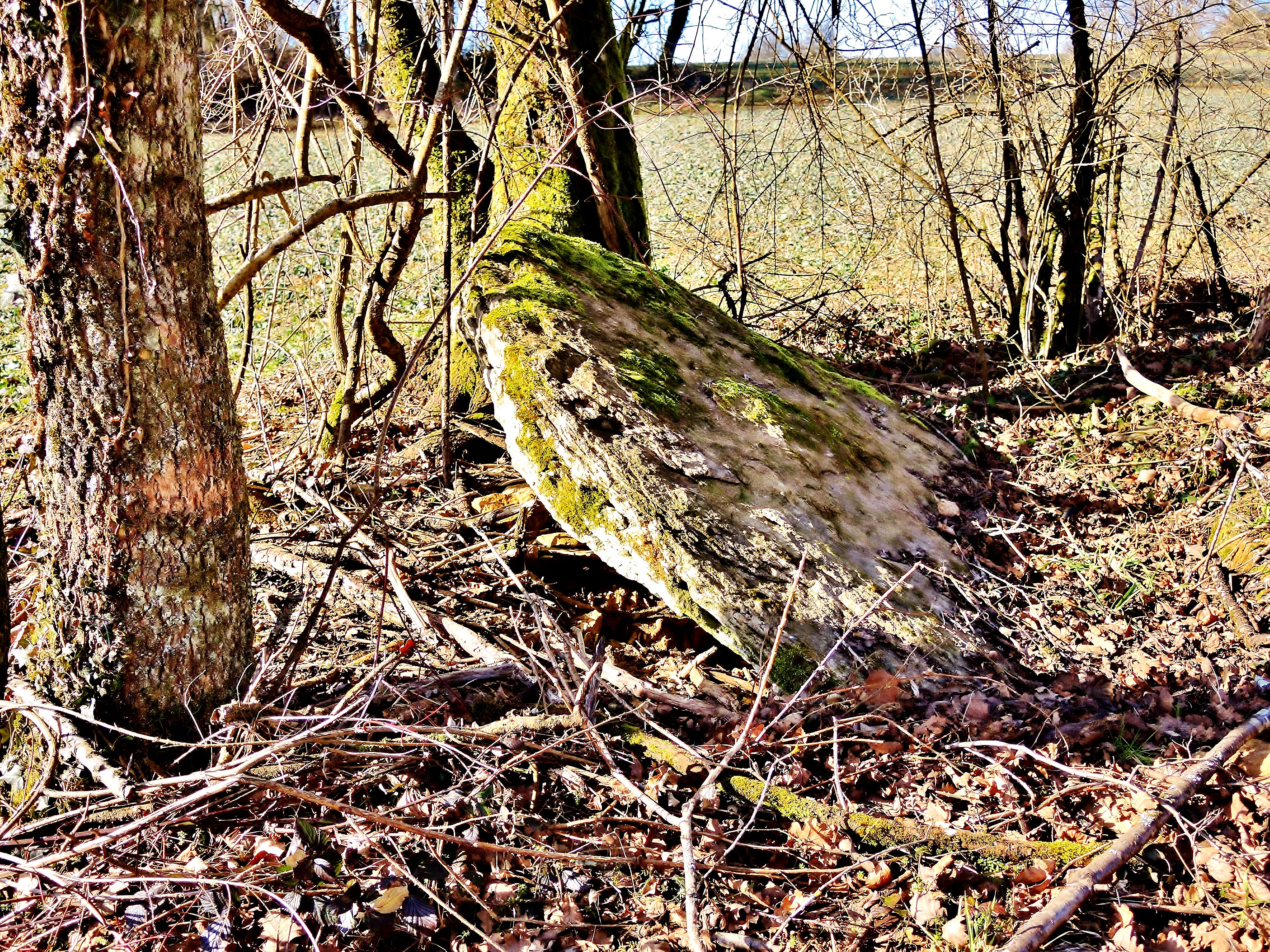
Le dolmen de la Grosse Pierre.